# Ipomoea acaponetensis
Ipomoea acaponetensis är en vindeväxtart som beskrevs av Marcus Eugene Jones. Ipomoea acaponetensis ingår i släktet praktvindor, och familjen vindeväxter. Inga underarter finns listade i Catalogue of Life.